# Andris Ameriks
Pour les articles homonymes, voir Ameriks.
Andris Ameriks, né le 5 mars 1961 à Jurmala en République socialiste soviétique de Lettonie (actuelle république de Lettonie), est un économiste et homme politique letton, membre du Parti social-démocrate « Harmonie ». Il est élu député européen en 2019.